# König-Brauerei

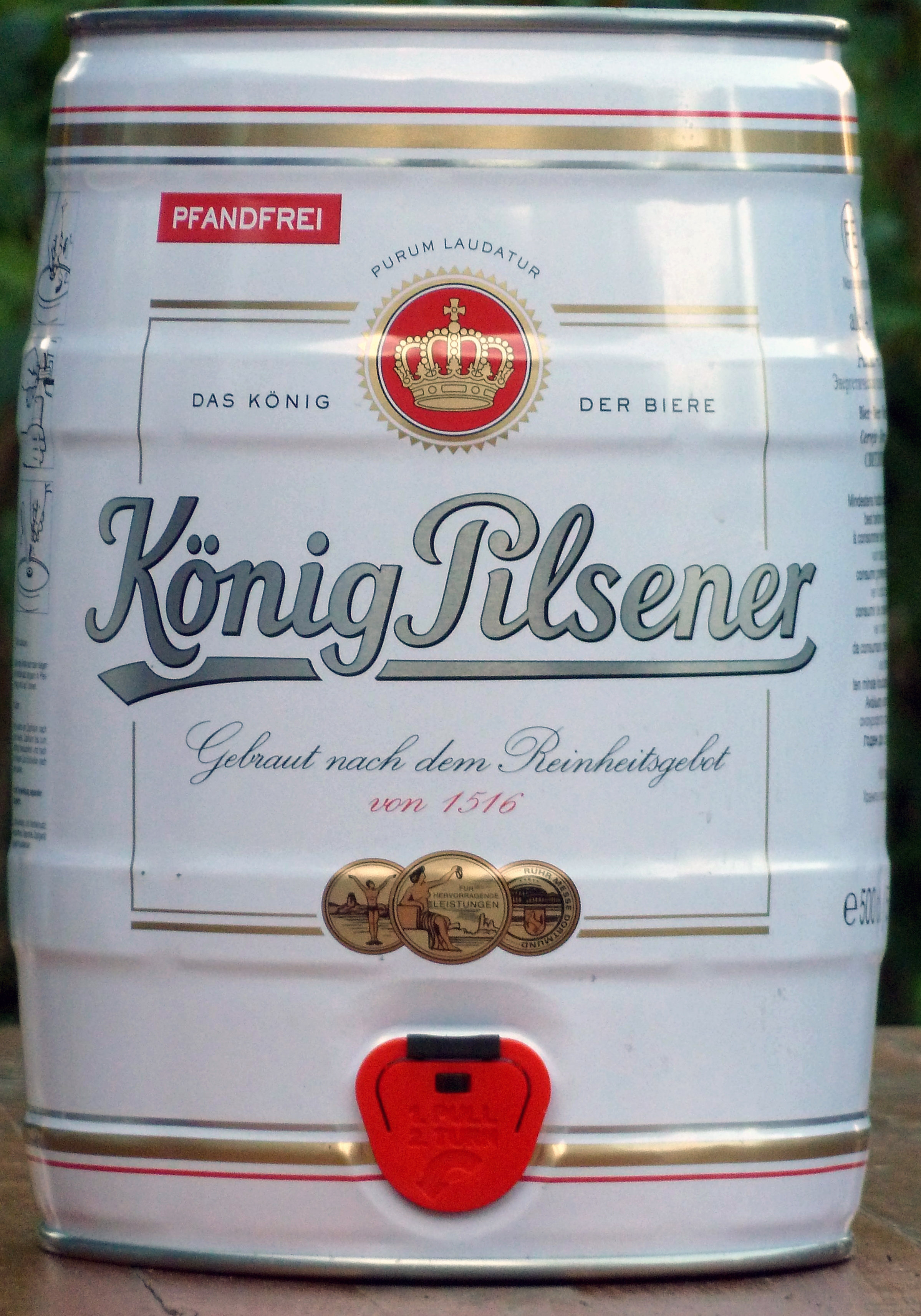
Fünf-Liter-Fass König Pilsener

König-Brauerei är ett bryggeri i Duisburg i Tyskland som bland annat producerar König Pilsener. Bryggeriet ingår i Bitburger. König-Brauerei grundades av Theodor König 1858 och växte i takt med att Ruhrområdet industrialiserades och befolkningen kraftigt växte. Under andra hälften av 1900-talet etablerade sig bryggeriet som ett av de stora överregionala märkena. 2000–2004 ingick bolaget i Holsten-Brauerei som 2004 köptes upp av Carlsberg.